# Man with a Plan
Man with a Plan (O Chefe da Casa br) é uma série americana de sitcom criada por Jackie e Jeff Filgo e estrelada por Matt LeBlanc que estreou em 24 de outubro de 2016 na CBS. A série é produzida pela Double Double Bonus Entertainment, 3 Arts Entertainment em associação com a CBS Television Studios, com os Filgos atuando como showrunners.
Em maio de 2018, a CBS renovou a série para uma terceira temporada, que estreou em 4 de fevereiro de 2019. Em maio de 2019, a série foi renovada para uma quarta temporada pela CBS, que deve estrear como substituta no meio da temporada em 2020.
Em 6 de Maio de 2020, a série foi oficialmente cancelada pela CBS após 4 temporadas.

## Enredo
Adam , um empreiteiro, passa a ser encarregado de cuidar das crianças quando sua esposa Andi volta ao trabalho. A ocupação, que ele esperava que fosse tranquila, vai se provar mais difícil que muitos desafios que enfrentou em sua vida profissional, pois seus filhos se transformam em diabretes quando a mãe vai trabalhar. A pré-adolescente Kate esconde uma manipuladora por trás da aparente alegria por poder passar mais tempo com o pai; o filho do meio Teddy não consegue tirar as mãos de dentro das calças e Emme está apreensiva com a entrada no jardim de infância. Agora Adam vai precisar de todos os conselhos que puder obter com a esposa e com um casal de amigos para superar seu novo trabalho.

## Elenco

### Regular
- Matt LeBlanc como Adam Burns
- Liza Snyder como Andi Burns
- Grace Kaufman como Kate Burns
- Hala Finley como Emme Burns
- Matthew McCann como Teddy Burns
- Jessica Chaffin como Marie Faldonado
- Matt Cook como Lowell
- Diana-Maria Riva como Mrs. Rodriguez
- Kevin Nealon como Don Burns
- Stacy Keach como Joe Burns

### Recorrente
- Kali Rocha como Marcy Burns
- Swoosie Kurtz como Beverly Burns
- Sherri Shepherd como Joy
- Tim Meadows como Rudy

## Episódios
| Temporada | Temporada | Episódios | Exibição original      | Exibição original   |
| Temporada | Temporada | Episódios | Estreia da temporada   | Final da temporada  |
| --------- | --------- | --------- | ---------------------- | ------------------- |
|           | 1         | 22        | 24 de outubro de 2016  | 17 de maio de 2017  |
|           | 2         | 21        | 13 de novembro de 2017 | 21 de maio de 2018  |
|           | 3         | 13        | 4 de fevereiro de 2019 | 6 de maio de 2019   |
|           | 4         | 13        | 2 de abril de 2020     | 11 de junho de 2020 |